# Monardia adentis
Monardia adentis är en tvåvingeart som beskrevs av Jaschhof 1998. Monardia adentis ingår i släktet Monardia, och familjen gallmyggor. Arten är reproducerande i Sverige.